# 阿爾卡迪夫卡
49°46′25″N 37°15′2″E / 49.77361°N 37.25056°E

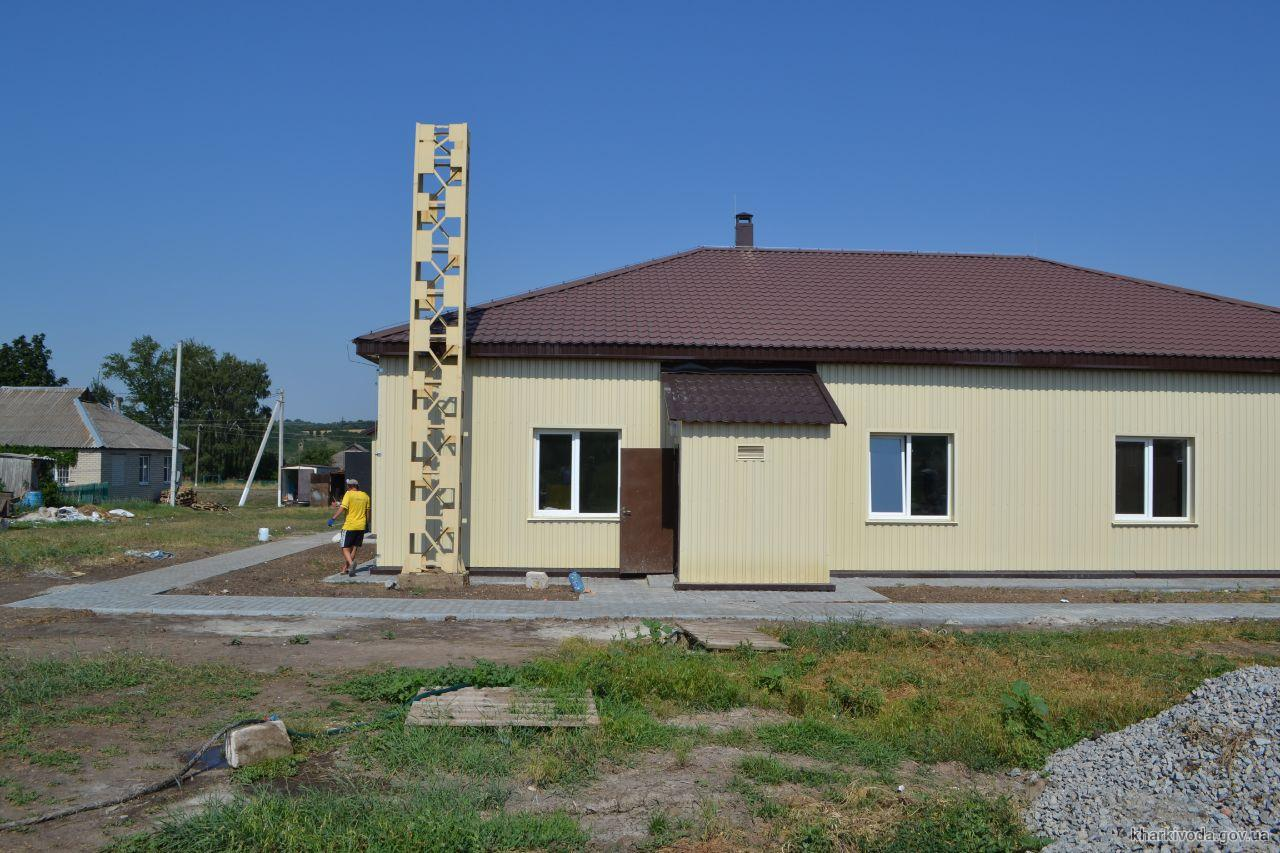
诊所

阿爾卡迪夫卡（烏克蘭語：Аркадівка）是位於烏克蘭東部的村莊，由哈爾科夫州庫皮揚斯克區的舍夫琴科韦市镇負責管轄。該村始建於1886年，面積2.04平方公里，海拔高度103米，2001年人口501。